# Маряново (Сьремський повіт)
Маряново (пол. Marianowo, нім. Marienhain) — село в Польщі, у гміні Сьрем Сьремського повіту Великопольського воєводства.
Населення — 40 осіб (2011).
У 1975-1998 роках село належало до Познанського воєводства.

## Демографія
Демографічна структура станом на 31 березня 2011 року:
|          | Загалом | Допрацездатний вік | Працездатний вік | Постпрацездатний вік |
| -------- | ------- | ------------------ | ---------------- | -------------------- |
| Чоловіки | 17      | 4                  | 10               | 3                    |
| Жінки    | 23      | 7                  | 15               | 1                    |
| Разом    | 40      | 11                 | 25               | 4                    |